# Fatalism
Fatalism es el tercer álbum de estudio de la banda australiana de metalcore Polaris, que fue lanzado el 1 de septiembre de 2023 a través de Resist Records y SharpTone Records. La banda produjo y grabó el álbum en Melbourne en 2022 con el ingeniero de Lance Prenc y el guitarrista de Alpha Wolf, Scottie Simpson, en tareas de grabación vocal. Es el último álbum de la banda con el guitarrista principal Ryan Siew, después de su muerte el 19 de junio de 2023, con sus grabaciones completadas de antemano y publicadas póstumamente.
En los J Awards 2023, el álbum fue nominado como Álbum australiano del año. También fue nominado al Premio de Música Australiana 2023.

## Antecedentes y lanzamiento
El primer sencillo del próximo álbum de Polaris fue "Inhumane", lanzado el 26 de mayo de 2023. La banda estaba realizando su gira australiana del décimo aniversario hasta el 20 de junio, cuando Polaris anunció la cancelación de la gira debido a una crisis personal, que se anunció el 27 de junio como la muerte de Ryan Siew a la edad de 26 años el 19 de junio. No se reveló ninguna causa de muerte. El mes siguiente, el 24 de julio, la banda anunció que seguirían adelante con el lanzamiento de Fatalism y la gira que lo acompañaría en honor a Siew, después de largas discusiones entre la banda y la familia de Siew. "Este es el último conjunto de canciones completas que escribimos junto con Ryan", dijo la banda en un comunicado, "y aunque las circunstancias de su lanzamiento ahora están enmarcadas por esta tragedia, el significado de las canciones y el amor que tenemos por ellos no ha cambiado." El segundo sencillo del álbum, "Nightmare", fue lanzado esa misma semana, el 26 de julio. El 24 de agosto, la banda lanzó el tercer sencillo del álbum, y el último antes del lanzamiento del álbum, "Overflow".
El 31 de mayo de 2023, la banda anunció una gira para septiembre de 2023 en apoyo del álbum, que contará con las bandas August Burns Red, Kublai Khan y Currents.

## Lista de canciones
| N.º | Título          | Duración |  |
| 1.  | «Harbinger»     | 3:24     |  |
| 2.  | «Nightmare»     | 4:28     |  |
| 3.  | «Parasites»     | 3:16     |  |
| 4.  | «Overflow»      | 4:11     |  |
| 5.  | «With Regards»  | 4:11     |  |
| 6.  | «Inhumane»      | 3:59     |  |
| 7.  | «The Crossfire» | 4:06     |  |
| 8.  | «Dissipate»     | 4:23     |  |
| 9.  | «Aftertouch»    | 4:19     |  |
| 10. | «Fault Line»    | 5:05     |  |
| 11. | «All in Vain»   | 4:43     |  |

## Posicionamiento en lista
| Lista (2023)                         | Posición |
| ------------------------------------ | -------- |
| Alemania (Offizielle Top 100)        | 25       |
| Australian Albums (ARIA)             | 1        |
| Escocia (Scottish Albums Chart)      | 77       |
| Reino Unido (UK Album Downloads)     | 13       |
| Reino Unido (UK Independent Albums)  | 17       |
| Reino Unido (UK Rock & Metal Albums) | 8        |

## Personal
Polaris
- Jamie Hails – voz principal, voz secundario
- Rick Schneider - guitarra rítmica
- Jake Steinhauser – bajo, voz limpia, voz secundario
- Ryan Siew - guitarra principal
- Daniel Furnari – batería

Personal adicional
- Lance Prenc – producción, ingeniería
- Scottie Simpson – producción, ingeniería